# Хруцький Іван Фомич
Іва́н (Ян) Фоми́ч (Томашевич) Хру́цький (біл. Іван Хруцкі; 8 лютого (або 27 січня[джерело?]) 1810, Ула — 13 січня 1885, Захарничі) — білоруський художник-портретист, що працював на території Російської імперії. Шляхтич герба Леліва. Відомий своїми натюрмортами та груповими портретами.

## Біографія

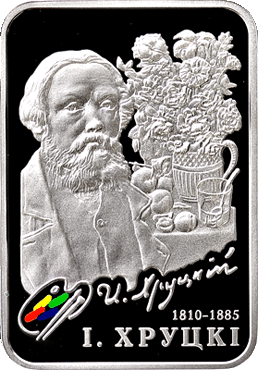
Пам'ятна монета НБ Білорусі «І. Хруцький»

Народився в сім'ї греко-католицького священика.
Початкову художню освіту Іван Хруцький отримав в Полоцькому вищому піарському училищі. В 1827 році він приїжджає в Санкт-Петербург. Тут до 1829 року він брав уроки у англійського живописця Дж. Доу та одночасно займався в Імператорській Академії мистецтв як прихожий учень. Копіював у Ермітажі. В 1830 році Хруцький поступив у Академію Мистецтв. Там він учився у таких майстрів, як О. Г. Варнек, М. Н. Воробьйов, К. П. Брюллов, Ф. А. Бруні.
Його перша відома робота датована 1832 роком. Його картини поступово отримують визнання громадськості та критиків. одночасно Хруцький працює і як дизайнер помешкань, ставши досить популярним серед заможних людей. В 1836 році Хруцький був нагороджений Головною Срібною медаллю Академії Мистецтв за його натюрморти. Іван Хруцький також писав добрі портрети. «Літня пані в'яже шкарпетки» принесла йому Малу Золоту медаль Академії. В 1839 році йому було присвоєне звання академіка.
Після смерті свого батька в 1840 році Хруцький назавжди залишив Санкт-Петербург та оселився у своєму селі Захарничі біля Полоцька. Цей період творчості відрізняється переважно релігійним живописом, в основному з Литви. Крім картин на релігійну тематику Хруцький також пише і портрети, наприклад, І. І. Глазунова, Йосипа Сємакова, Миколи Маліговського та інших.
Помер у 1885 році. Похований в сімейній могилі в Захарничах.

## Національність
Національність Івана Хруцького описується по-різному, в залежності від джерел, як білоруська, польська чи російська. Причина розбіжностей — історична, культурна, етнічна та політична особливість території, на якій народився художник. В одному з джерел він був описаний так: "поляк за національністю, білорус за місцем народження, у кінцевому рахунку сформувався в російській академічній школі". Національний художній музей Республіки Білорусь у своїх публікаціях називає його визначним білоруським живописцем та видатним земляком, одночасно підкреслюючи, що його художня спадщина — культурний здобуток не лише Білорусі. Також Білоруська енциклопедія пише, що Хруцький — це білоруський художник, а його творчість пов'язана з мистецьким життям Білорусі та Росії. «Радянський енциклопедичний словник» описує Хруцького як російського художника, однак без уточнення, чи в значенні національності, державному чи культурному полі, в якому він творив.

### Сім'я
Іван Фомич з 1845 року був одружений з Анною Ксаверївною Одровонж-Бебновською (1822-?), дочці Ксаверія Бебновського, капітана костюшкінської армії. Жінка Хруцького по одній з версій зображена на полотні художника «Портрет невідомої» (1830-ті). Анна Ксаверївна пережила чоловіка на декілька років, але точний рік її смерті невідомий.

### Деякі роботи І. Ф. Хруцького
- «Натюрморт з вазою» (1832)
- «Натюрморт з пташкою» (1832)
- «Плоди та пташка» (1833)
- «Фрукти» (1834)
- «Виноград та фрукти»

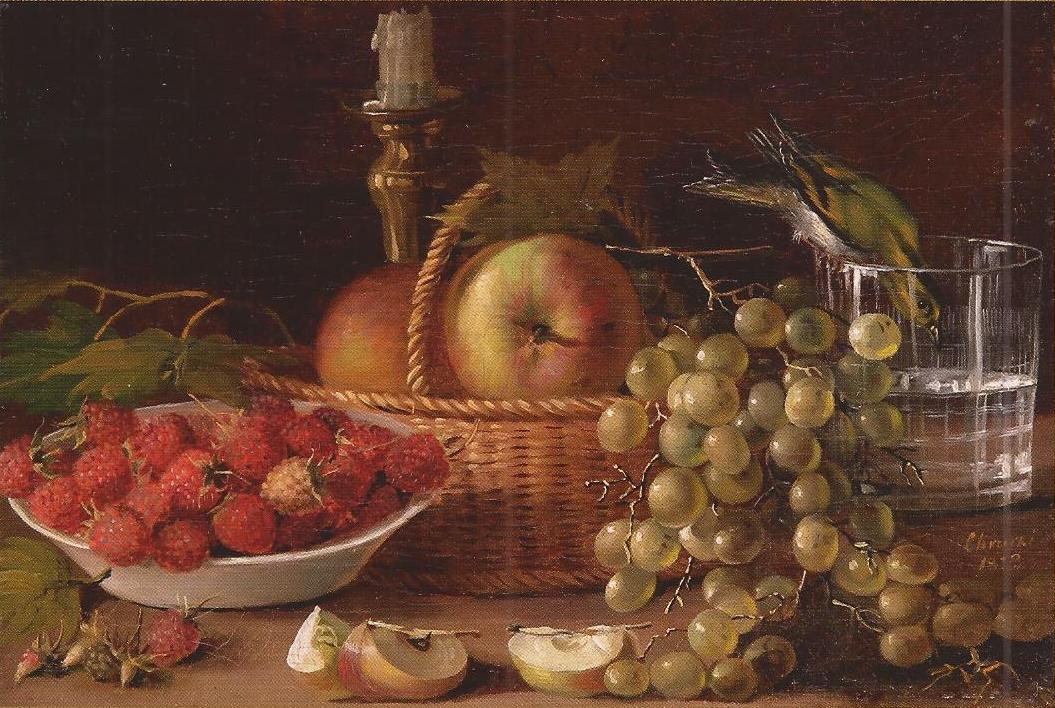
«Плоди та пташка» (1833)

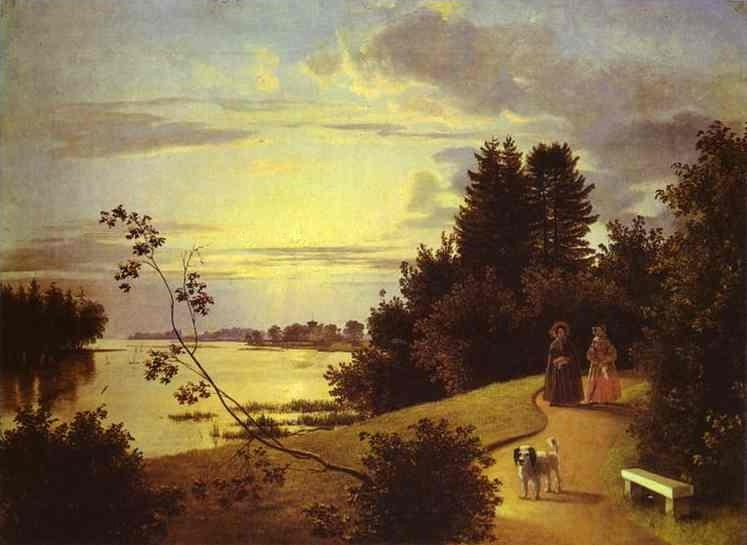
«Вид на Елагіном острові в Петербурзі» (1839)

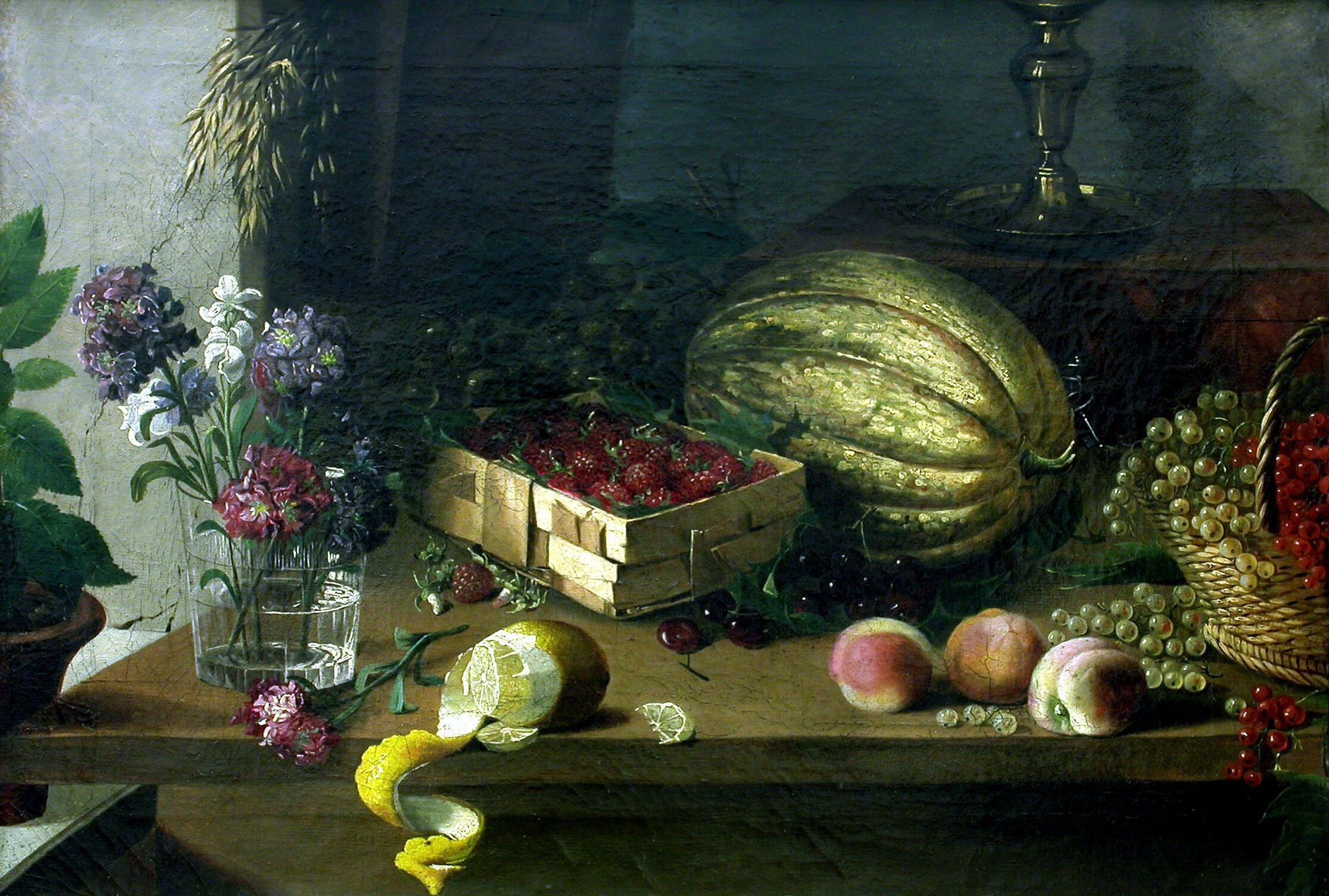
«Квіти та плоди» (1838)

- «Натюрморт з яблуками, виноградом та лимоном»
- «Портрет хлопчика» (1834)
- «Портрет молодої жінки з кошиком» (1835)
- «Квіти та плоди» (1836, 1839)
- «Натюрморт зі свічкою» (1830-е)
- «Квіти та фрукти» (1830-е)
- «Плоди, фрукти, бита дичина» (1830-е)
- «Портрет жінки з квітами та фруктами» (1838)
- «Старенька, що в'яже шкарпетку» (1838)
- «Вид на Елагіном острові в Петербурзі» (1839)
- «Портрет П. Е. Рубцова» (1841)
- «Портрет А. М. Рубцовой» (1841 ?)
- «Натюрморт» (1842)
- «Натюрморт з підсвічником, квітами та фруктами» (1846)
- «Вид в маєтку» (1847)
- «Майстерня художника» (без року)
- «Бита дичина, овочі та гриби» (1854)
- «Митрополит Йосип Семашко слухає в своєму кабінеті доповідь секретаря» (1854)
- «В кімнаті» (1854)
- «Сімейний портрет» (1854)
- «Портрет велогонщика» (1855)
- «В кімнатах садиби художника І. Ф. Хруцького Захарничі» (1855)
- «Портрет Миколи Малиновського» (1855)
- «Автопортрет» (1884)

### Білоруський рубль

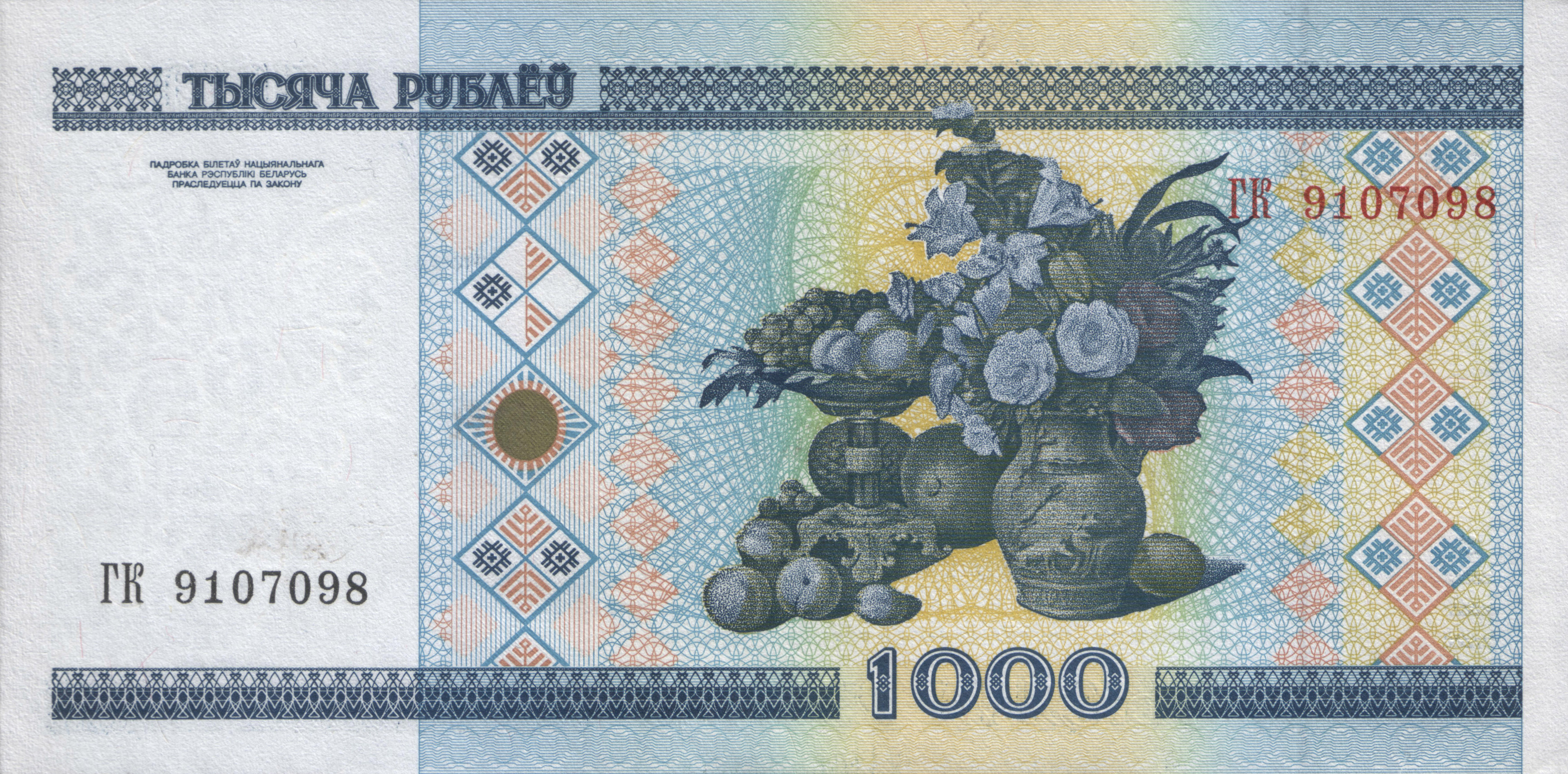
1000 білоруських рублів (2000-го року.)

Фрагмент картини Хруцького «Портрет жінки з квітами та фруктами» (1838) використовується як зображення зворотньої сторони купюри в 1000 білоруських рублів (2000-го року випуска).